# Gwarantowanie emisji
Gwarantowanie emisji – zobowiązanie się pewnej grupy inwestorów do wykupienia wszystkich papierów wartościowych, na które nie złożono w danej emisji zleceń. Do wykonania gwarancji dochodzi tylko jeżeli podaż przewyższy popyt. Instytucja lub osoba udzielająca gwarancji najczęściej dostaje w zamian za nią pewne wynagrodzenie.